# Consejo de Formación en Educación
El Consejo de Formación en Educación es el consejo de educación terciaria pública perteneciente a la Administración Nacional de Educación Pública de Uruguay. Tiene como cometido la formación de educadores, incluyendo la formación de maestros, profesores, maestros técnicos y educadores sociales.

## Historia
El Consejo de Formación en Educación es creado el 28 de junio de 2010 en el marco del proceso establecido por la Ley de Educación para la instalación del Instituto Universitario de Educación.
Sus antecedentes se remontan a la ley de Educación, Ley N.º 15.739, aprobada en marzo de 1985, en la cual se faculta al Consejo Directivo Central de la Administración Nacional de Educación Pública a crear Direcciones Generales para administrar ramas especializadas de la educación. En ese marco, a través de la Ley de Presupuesto del 4 de diciembre de 1986 se crea la Dirección de Formación y Perfeccionamiento Docente (DFPD).
El 23 de agosto de 1990 se crea el cargo de Director Ejecutivo de la Dirección de Formación y Perfeccionamiento Docente, al cual se le encomienda la administración del Área de Formación y Perfeccionamiento Docente.
En el año 2003 se crea la formación semipresencial procurando abordar la formación en las materias específicas de algunas carreras con déficit de docentes formados. Esta modalidad habilita a que los estudiantes de los diferentes centros de formación docente de todo el país puedan cursar las materias del tronco común (llamadas materias "generales" o de las ciencias de la educación) con Magisterio en los institutos magisteriales ya instalados en el interior y cursar las materias específicas en la modalidad semipresencial. Esta apertura ha habilitado principalmente a los estudiantes del interior a cursar materias específicas, lo que hasta entonces solo podían hacer dando los exámenes en calidad de libres, sin tener oportunidad de cursar las asignaturas.
Esta modalidad ha permitido no solo el acceso a estudiantes que tienen problemáticas de distancias geográficas, sino también problemáticas de distancias temporales (ya que generalmente los estudiantes trabajan y no tienen disponibilidad horaria para cursar). La matrícula y los egresados en esta modalidad ha ido incrementándose cada vez más.

## Cometidos
Los cometidos están explicitados en el Acta Extraordinaria del CODICEN N.º 5, Resolución N.º 1 del 24 de junio de 2010:
"Los cometidos de este Consejo son los que la ley Nº 18.437 establece para los restantes Consejos y su ámbito de competencia será la formación de profesionales de la educación. Incluirá la formación de educadores sociales. Este consejo estará integrado por cinco miembros designados por el Consejo Directivo Central de la Administración Nacional de Educación Publica, incluido el presidente. Dos de ellos serán designados en su calidad de estudiante y docentes respectivamente, luego de realizar las consultas democráticas respectivas."

## Estructura institucional
El CFE está integrado por:
- División Financiero contable
- División Planeamiento Administrativo
- División Jurídica
- División de Gestión Humana
- División Informática
- División Estudiantil
- División de Planeamiento Educativo
- Departamento de Comunicación institucional
- Departamento de Compras y licitaciones
- Departamento de Servicios Generales

## Programas y proyectos
Algunos de los proyectos y programas del CFE son: Cineduca, Nóveles del Uruguay, Logística y Formadores Digitales.

## Institutos y centros
La oferta de formación en educación del CFE se brinda en treinta y dos centros distribuidos en todo el territorio nacional. 

### Institutos de Formación Docente
- Institutos Normales de Montevideo María Stagnero de Munar y Joaquín Sánchez
- Instituto María Orticochea - Ciudad de Artigas
- Instituto Juan Amós Comenio- Ciudad de Canelones
- Instituto de Formación Docente de Carmelo
- Instituto Maestra María Castellanos de Puchet - Ciudad de Durazno
- Instituto Clelia Vitale D'Amico  - Ciudad de Florida
- Instituto Doctor Guillermo Ruggia - Ciudad de Fray Bentos
- Instituto Maestra Julia Rodríguez - Ciudad de Maldonado
- Instituto Doctor Emilio Oribe - Ciudad de Melo
- Instituto Mario López Thode - Ciudad de Mercedes
- Instituto Brigadier General Juan Antonio Lavalleja - Ciudad de Minas
- Instituto de Formación Docente de la Ciudad de la Costa
- Instituto de Formación Docente de la Ciudad de Pando
- Instituto Ercilia Guidali de Pisano - Ciudad de Paysandu
- Instituto Victoria Sabina Bisio - Ciudad de Rivera
- Instituto Doctor Héctor Lorenzo y Losada - Ciudad de Rocha
- Instituto Normal José Pedro Varela - Ciudad de Rosario
- Instituto Rosa Silvestri - Ciudad de Salto
- Instituto Elia Caputti de Corbacho - Ciudad de San José de Mayo
- Instituto Juan Pedro Tapié - Ciudad de San Ramón
- Instituto Maestro Dardo Manuel Ramos - Ciudad de Tacuarembo
- Instituto Maestro Julio Macedo - Ciudad de Treinta y Tres
- Instituto de Formación Docente de Trinidad

### Institutos y Centros Regionales de Profesores
- Instituto de Profesores Artigas (IPA) - Ciudad de Montevideo
- Instituto de Formación en Educación Social (IFES) - Ciudad de Montevideo
- Instituto Normal de Enseñanza Técnica (INET). Montevideo
- Centro Regional de Profesores del Centro -  Ciudad de Florida
- Centro Regional de Profesores del Este - Ciudad de Maldonado
- Centro Regional de Profesores del Litoral - Ciudad de Salto
- Centro Regional de Profesores del Norte - Ciudad de Rivera
- Centro Regional de Profesores del Suroeste -  Colonia del Sacramento
- Centro Regional de Profesores del Sur - Ciudad de Atlántida

### Institutos Especiales
- Instituto de Perfeccionamiento y Estudios Superiores (IPES)

## Autoridades anteriores[4][5]
| 1990 - 1996                        | 1990 - 1996 |
| ---------------------------------- | --- |
| Director general                   | Julio Pérez |
| 1996 - 1997                        | |
| Directora general                  | Sonia Scaffo |
| Directora de Magisterio            | Susana Iglesias |
| Directora de Media y Técnica       | Jenny Barros |
| 1997 -1999                         | |
| Directora general                  | Susana Vázquez |
| Directora de Magisterio            | Susana iglesias |
| Directora del Área Media Técnica   | Jenny Barros |
| 1999 - 2001                        | |
| Directora general                  | Jenny Barros |
| Director de Magisterio             | Milton Maltorell |
| Directora Media y Técnica          | Jenny Barros |
| 2001 - 2005                        | |
| Directora General                  | Zulma Graciela |
| Directora de Magisterio            | Rosa Boga |
| Directora del Área Media y Técnica | Alicia Buquet |
| 2005 - 2010                        | |
| Director general                   | Oruam Barboza |
| Directora de Magisterio            | Cristina Hernández |
| Directora del Área Media y Técnica | Margarita Arlas |
| 2010 - 2015                        | |
| Directora general                  | Edith Moraes |
| Consejera                          | Selva Artigas |
| Consejera                          | Laura Motta |
| Consejero Docente                  | Edison Torres |
| Consejera Estudiantil              | Rocío Martínez |
| 2015 - 2020                        | |
| Directora general                  | Ana Lopater |
| Consejero                          | Luis Garibaldi |
| Consejera                          | María Dibarboure |
| Consejero docente                  | Edison Torres |
| Consejera Estudiantil              | Estefanía Barragán; Marco Colo; Marcelo Díaz; Santiago Arguiñarena (2016-2018) Fernanda Leguizamo; Santiago Fierro; Santiago Achigar (2019-2021) |